# Йосип Бозанич
Йосип Бозанич (хорв. Josip Bozanić), нар. 20 березня 1949, Рієка, Югославія) — хорватський кардинал, коад'ютор єпископа Крка з 10 травня по 14 листопада 1989. Єпископ Крка з 14 листопада 1989 по 5 липня 1997. Адміністратор архідієцезії Рієка-Сень з 5 червня по 22 листопада 1996. Архієпископ Загреба та примас Хорватії з 5 липня 1997 по 18 жовтня 2007. Кардинал-священник з титулом церкви S. Girolamo dei Croati з 21 жовтня 2003.

## Рання життя та освіта
Народився 20 березня 1949 року, в Рієці, Югославія (тепер Хорватія) у родині фермерів. Його брат Антун теж священник. Член його сім'ї, Бартул Бозанич, був єпископом Крка з 1839 року по 1854.
Навчався в молодшій семінарії Пазина (з класичною школою граматики) і на богословських факультетах Рієки і Загреба, де він отримав ступінь магістра в богослов'ї. Продовжив свою освіту в Папському Григоріанському Університеті в Римі, в 1979–1985 роках (ліценціат догматичне богослов'я), а також в Папському Латеранському Університеті в Римі, де він отримав ліценціат в канонічному праві.

## Священник
Бозанич був висвячений в сан священника 29 червня 1975 року, в Крці, єпископом Крка Кармело Зазіновичем, у якого Бозанич служив тоді особистим секретарем до 1976 року.
Був парохом, в 1976–1978 роках, перед початком його навчання в Римі з 1979 року по 1985 рік, де він продовжив своє духовну освіту.
За його поверненню до Югославії, він служив канцлером дієцезіальної курії (1986–1987) і генеральним вікарієм (1987–1989) дієцезії Крка. Він також викладав догматичне богослов'я і канонічне право в Богословському інституті Рієки з 1988 року по 1997 роки.

## Єпископ
10 травня 1989 року, Бозанич був призначений коад'ютором єпископа Крка папою римським Іваном Павлом II. Він отримав єпископську хіротонію 25 червня 1989 року, в соборі Вознесіння Діви Марії. Очолював хіротонію кардинал Франьо Кухарич - архієпископ Загреба, якому допомагали архієпископ Рієки-Сеня Йосип Павлішич і єпископ Крка Кармело Зазінович. Пізніше Божанич став наступником Зазіновича як єпископ Крка після його відставки 14 листопада 1989 року.
Служив апостольським адміністратором архідієцезії Рієки-Сеня з 5 червня по 22 листопада 1996 року. 5 липня 1997 року був названий восьмим архієпископом Загреба. Був головою конференції хорватських єпископів між 1997 та 2007 роками і віце-головою Ради конференцій європейських єпископів між 2001 та 2006 роками.

## Кардинал
Іоанн Павло II звів його в кардинали-священники з титулом церкви Сан-Джироламо деї Кроаті на консисторії від 21 жовтня 2003 року. Кардинал Бозанич був одним з кардиналів, які брали участь у папському конклаві 2005 року, на якому було обрано папу римського Бенедикта XVI.
У межах Римської курії, кардинал Бозанич є членом Конгрегації богослужіння і дисципліни таїнств, Папської ради у справах мирян і Спеціального Ради з Європі Генерального секретаріату Синоду єпископів.